# Microphysetica peperita
Microphysetica peperita là một loài bướm đêm trong họ Crambidae.